# Xianrendong und Diaotonghuan

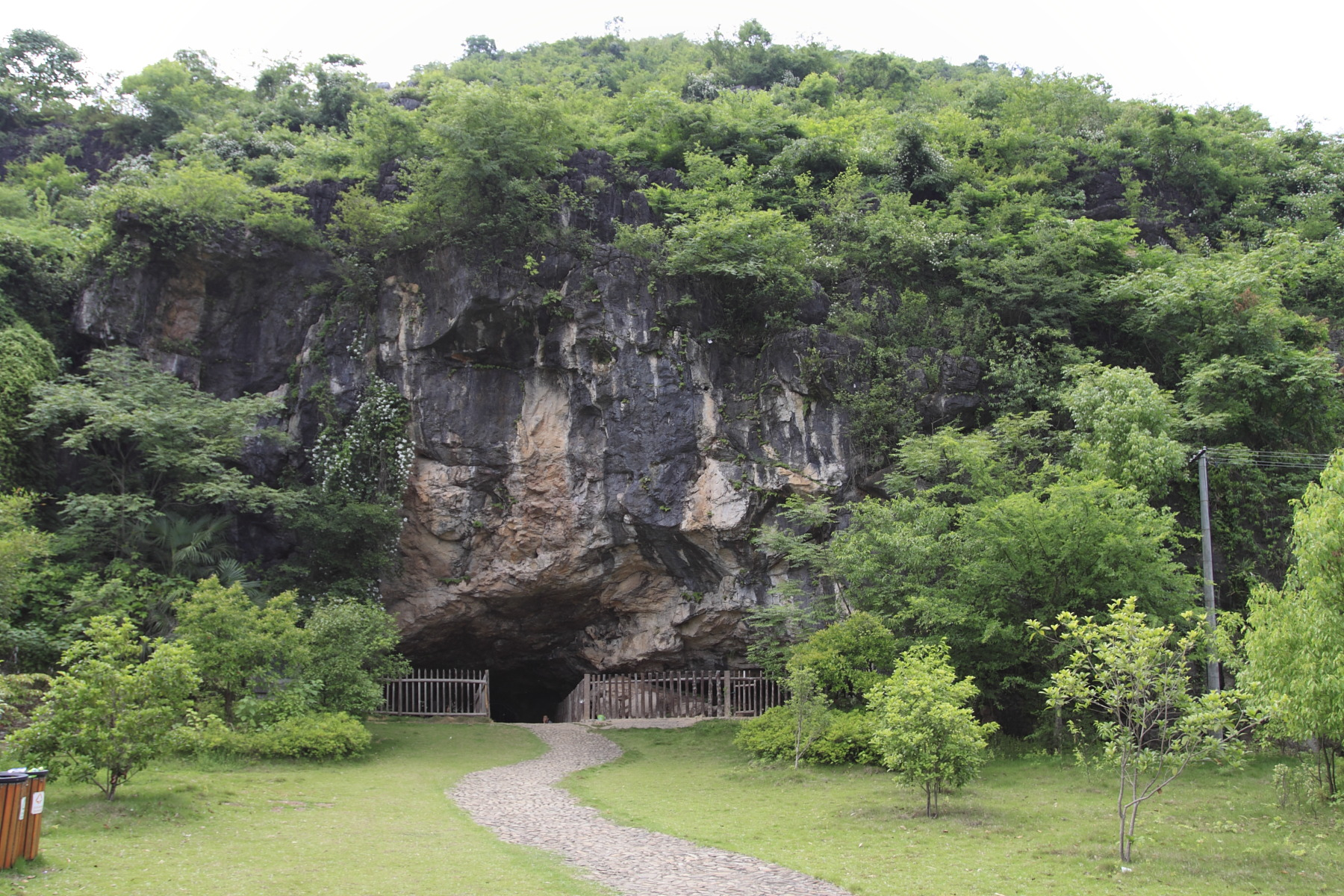
Eingang zur Xian-Höhle

Xianrendong und Diaotonghuan (仙人洞、吊桶环遗址,  Xiānréndòng, Diàotǒnghuán yízhǐ, englisch Sites of Xianrendong and Diaotonghuan – „Die Fundstätten der Xian-Höhle und des Felsbogenüberhangs“) sind zwei nahe beieinander liegende archäologische Stätten aus der Zeit zwischen dem Paläolithikum und Neolithikum (12.000–9000 v. Chr.) im Kreis Wannian der südöstlichen chinesischen Provinz Jiangxi.

## Namensgebung

### Xianrendong (仙人洞)
Der Name Xianrendong lässt sich als „Xian-Höhle“ übersetzen. Xian bezeichnet unsterbliche Wesen der chinesischen Mythologie, insbesondere des Daoismus. Bei der Xianrendong handelt es sich um eine Tropfsteinhöhle am Fuße des Xiaohe-Berges im Dorf Dayuan (Kreis Wannian).

### Diaotonghuan (吊桶环)
Der Name Diaotonghang kann als „Felsbogenüberhang“ übersetzt werden und beschreibt ausschließlich die Topografie des Fundortes: zwei Felsüberhänge, welche gemeinsam einen Bogen bilden. Die Fundstelle befindet sich etwa 800 Meter südwestlich der Xian-Höhle und erodiert zunehmend.

## Ausgrabungen

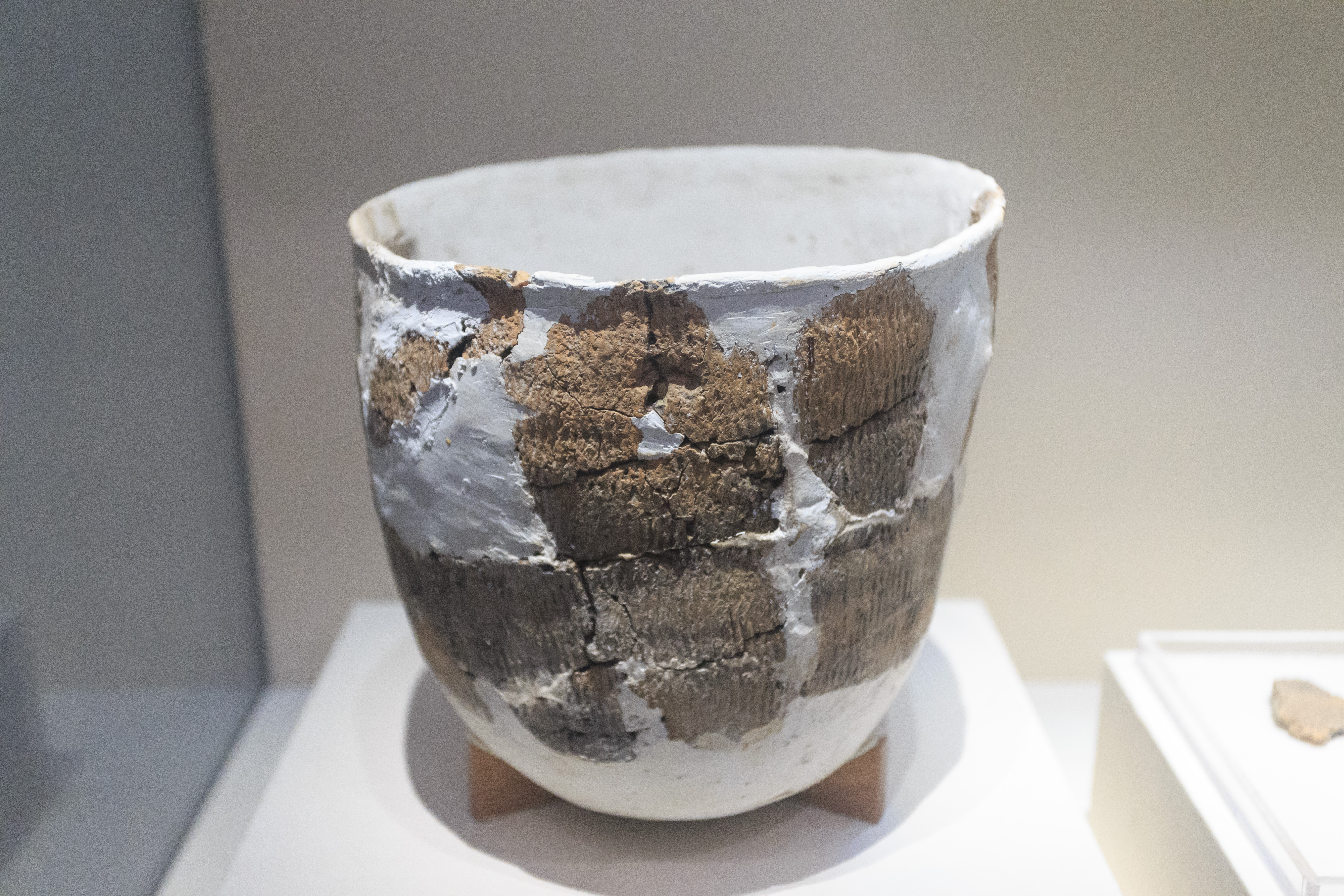
Der in der Höhle gefundene Krug

Die ersten zwei Ausgrabungen fanden in den 1960er Jahren statt. In den Jahren 1993, 1995 und 1999 führten Archäologen, der Peking-Universität in Kooperation mit Kollegen des Jiangxi Forschungsinstitutes für Archäologie sowie dem amerikanischen Archäologen Richard MacNeish drei weitere Ausgrabungen durch.
Die Funde haben wertvolles Material für das Studium der frühen paläolithischen Kulturen sowie die Ursprünge der Töpferei und des Reisanbaus geliefert. Ein dort entdeckter Krug (yuándǐguàn 圆底罐) wurde nach der Radiokohlenstoffmethode auf 6875 ± 240 v. Chr. datiert. Aus der Xian-Höhle wurden die bislang weltweit ältesten, sicher datierten Reste von Töpferei-Waren entdeckt, deren Alter mit 20.000 bis 19.000 Kalenderjahren vor heute angegeben wird.
Die Stätten Xianrendong und Diaotonghuan stehen auf der Liste der Denkmäler der Volksrepublik China (5-54).